# Ansamblul Mitropoliei Moldovei și Bucovinei
Ansamblul Mitropoliei Moldovei și Bucovinei este un ansamblu de monumente istorice aflat pe teritoriul municipiului Iași. În Repertoriul Arheologic Național, monumentul apare cu codul 95079.44.
Ansamblul este format din cinci monumente:
- Catedrala „Sf. Gheorghe” și „Întâmpinarea Domnului” (cod LMI IS-II-m-A-04069.01)
- Biserica „Sf. Gheorghe Vechi” (cod LMI IS-II-m-A-04069.02)
- Palatul Mitropolitan (cod LMI IS-II-m-A-04069.03)
- Trei clădiri administrative (cod LMI IS-II-m-A-04069.04)
- Fântâna lui Mihail de Hodocin (cod LMI IS-II-m-A-04069.05)